# KF Hysi

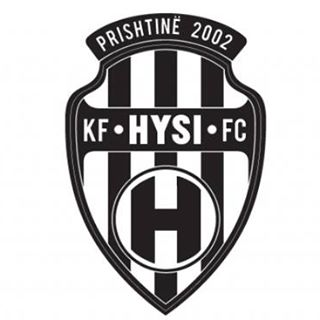
Logo du KF Hysi

Le Klubi Futbollistik Hysi est un club de football fondé en 2002 et disparu en 2014, et basé à Podujevë au Kosovo. Il évolue en Super Liga.

## Palmarès
- Championnat du Kosovo (1)
  - Champion : 2011

- Coupe du Kosovo (1)
  - Vainqueur : 2009

- Supercoupe du Kosovo (1)
  - Vainqueur : 2011